# フラー建築
フラー建築株式会社（フラーけんちく、英: George A.Fuller Company of The Orient Ltd.）とは、1920年（大正9年）に設立され、1925年（大正14年）に解散した建設会社である。

## 沿革
三菱合資会社・日本郵船会社・日本石油会社の3社が、それぞれ日本において大規模の建築を計画し、その施工を、当時多数の鉄骨構造による高層建築の実績があったアメリカのジョージ・A・フラー会社に発注しようとした。
各社の思惑より、三菱合資会社とジョージ・A・フラー会社が日本において合弁会社を設立し、同社が日本において業をなすことが図られた。上述趣旨より1920年（大正9年）3月19日、資本金40万円をもってフラー建築株式会社として設立された。
そして1922年（大正11年）には日本石油会社有楽館とクレセントビルを、1923年（大正12年）には日本郵船会社郵船ビルディングと三菱合資会社丸ノ内ビルヂングの建築を完成させた。しかし同年発生した関東大震災で東京の上記3建築は日本興業銀行本店や東京海上ビルディングより程度大に被災し、これによって会社は若干の非難を集める結果となった。
以後、東京・政友会本部と中国・満鉄総合病院を手がけた後、1925年（大正14年）5月29日をもって解散した。

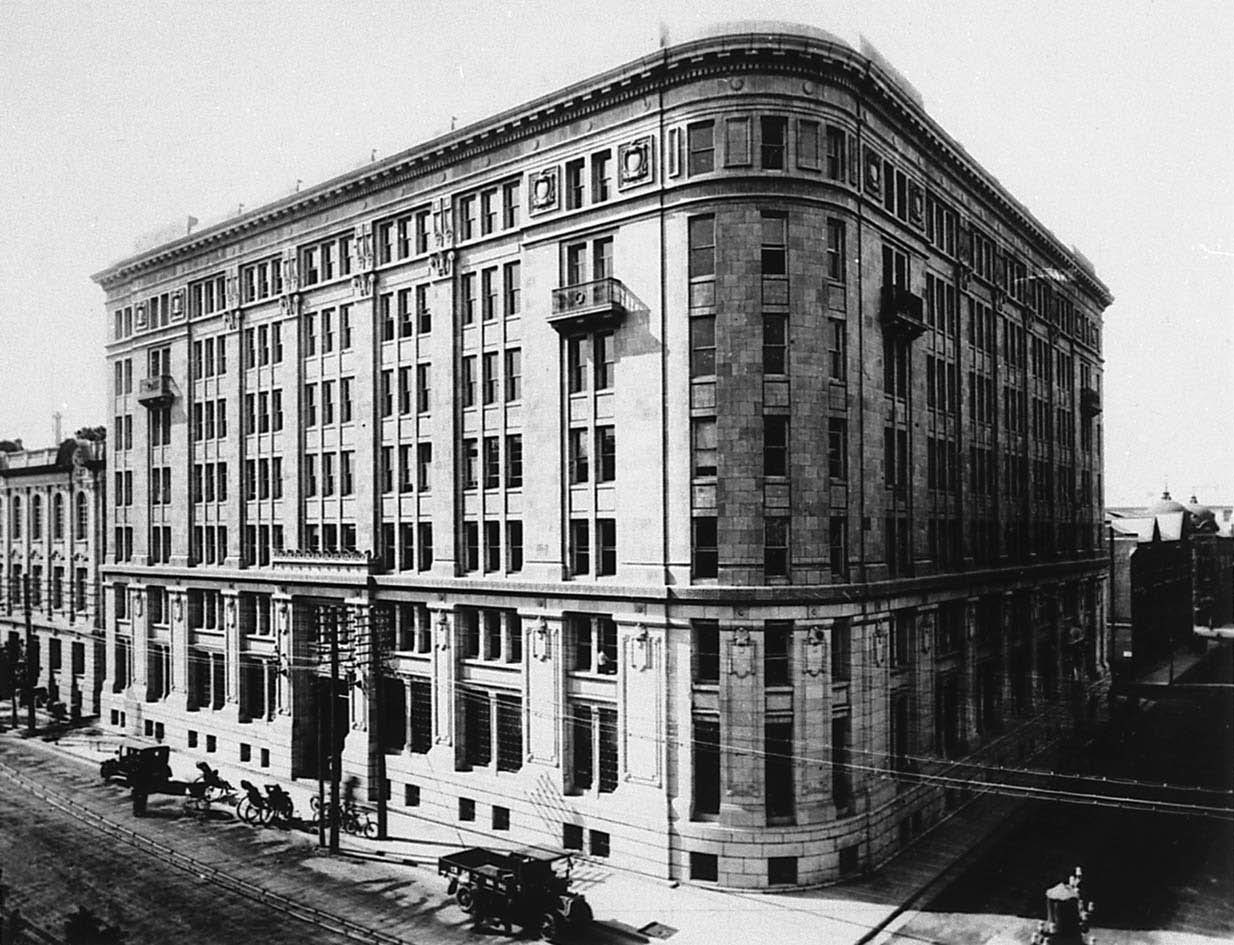
有楽館
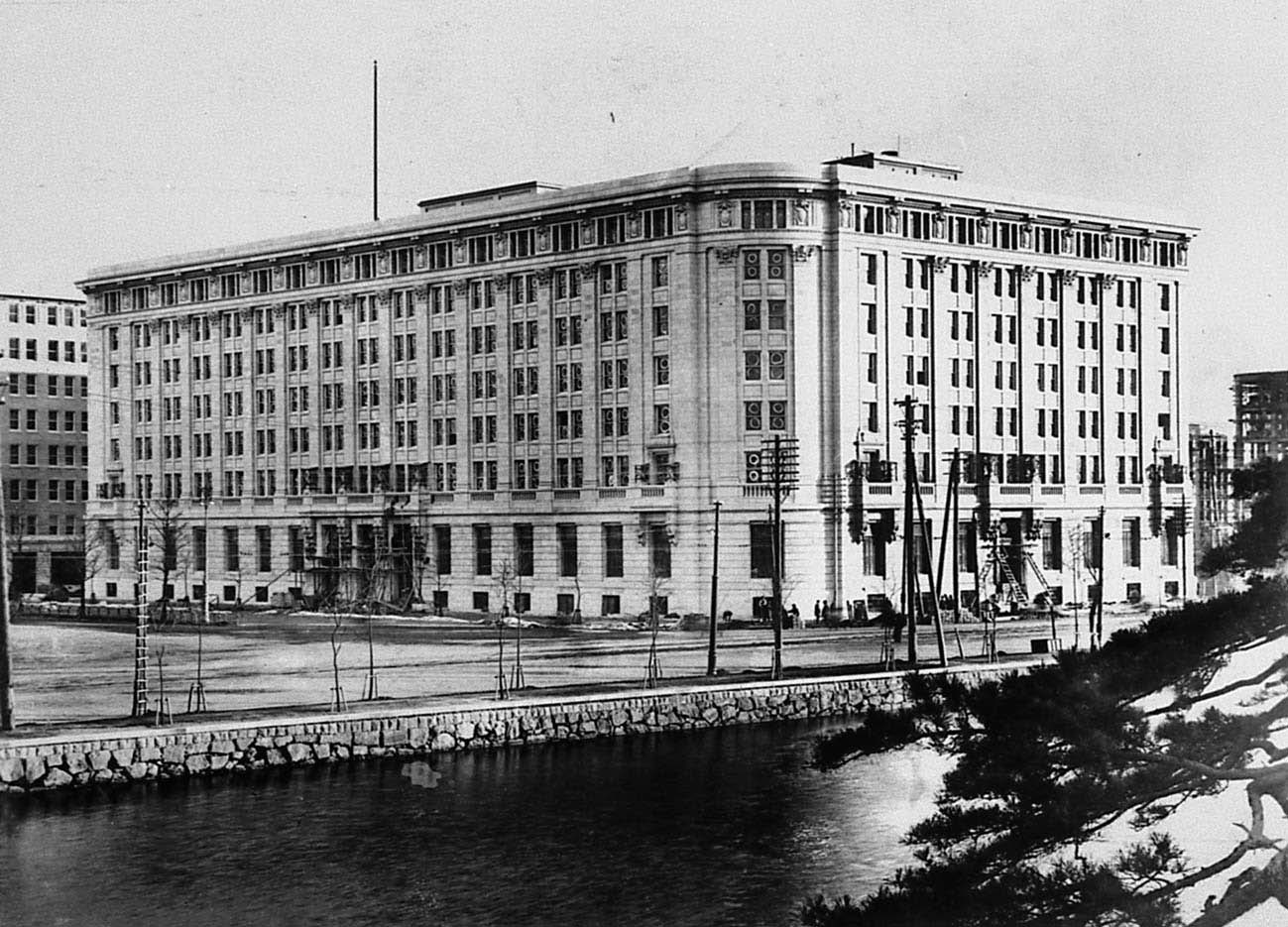
郵船ビルディング
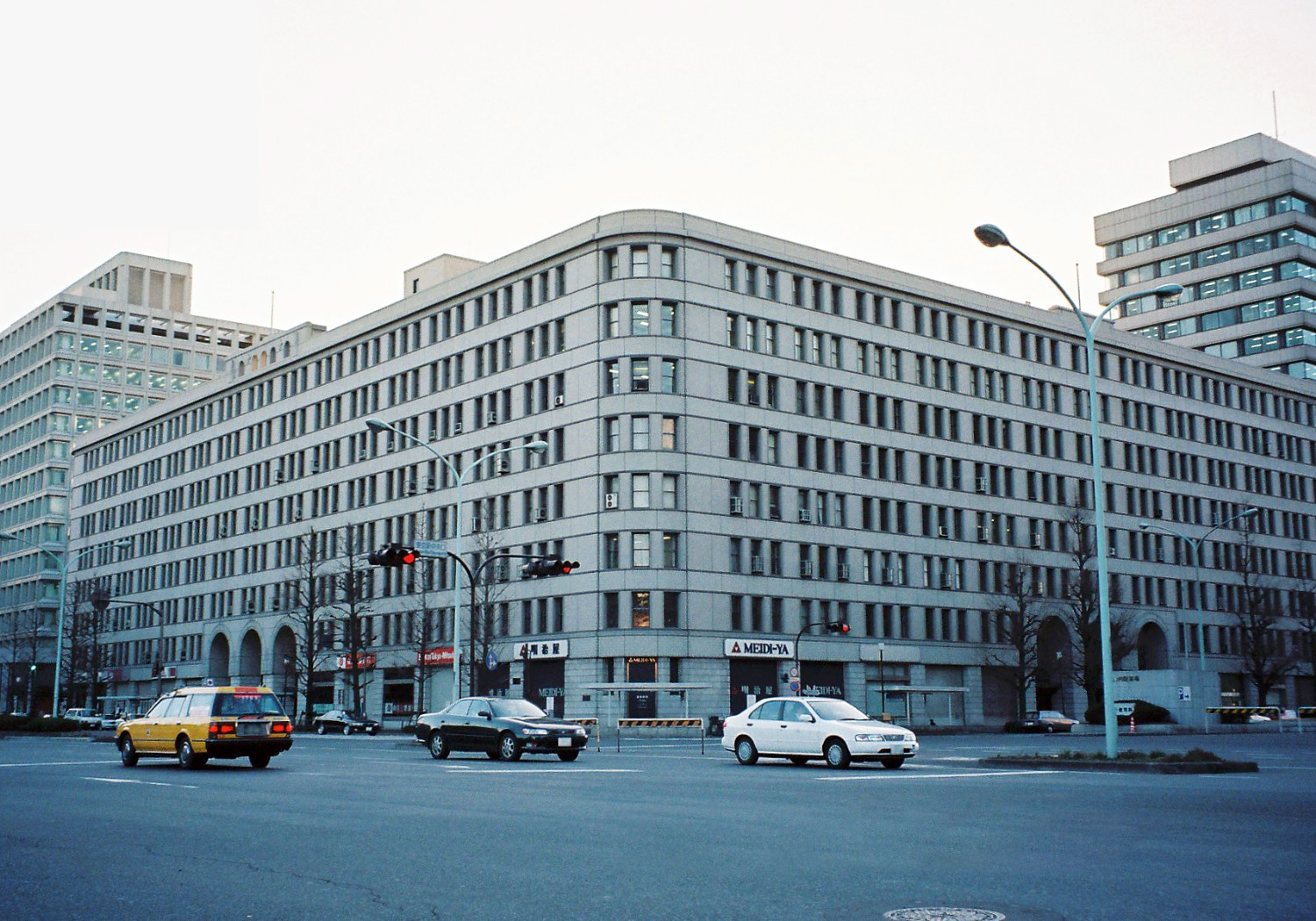
丸ノ内ビルヂング
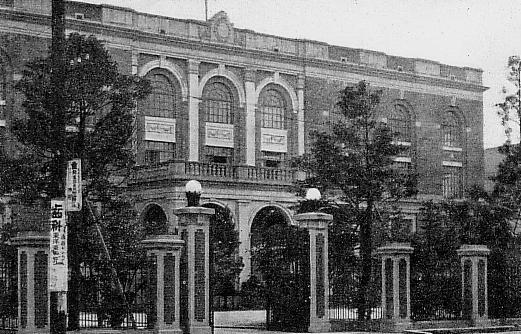
政友会本部
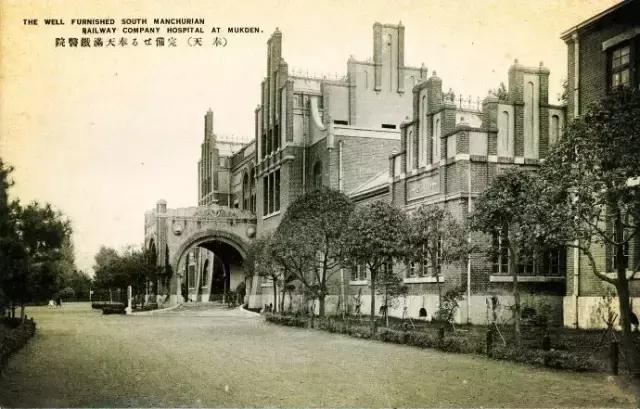
奉天の満鉄総合病院